# 1745 Ferguson
1745 Ferguson este un asteroid din centura principală, descoperit pe 17 septembrie 1941, de John Willis.